# مینوبو، یاماناشی
مینوبو، یاماناشی (به لاتین: Minobu, Yamanashi) یک منطقهٔ مسکونی در ژاپن است که در Minamikoma District واقع شده‌است. مینوبو ۳۰۲٫۰۰ کیلومتر مربع مساحت و ۱۳٬۷۹۸ نفر جمعیت دارد.